# Palma di Montechiaro
Palma di Montechiaro ist eine Stadt im Freien Gemeindekonsortium Agrigent in der Region Sizilien in Italien.

## Lage und Daten
Palma di Montechiaro liegt 27 Kilometer südöstlich von Agrigent nahe der Küste. Die 21.369 Einwohner (Stand 31. Dezember 2023) arbeiten hauptsächlich in der Landwirtschaft, in der Viehzucht, in der Möbelindustrie und in der Nahrungsmittelproduktion.
Die Nachbargemeinden sind Agrigent, Camastra, Licata und Naro.

## Geschichte
Die Stadt wurde 1638 von Fürst Carlo Tomasi di Lampedusa unter dem Namen Palma gegründet. 1861 erhielt sie als zusätzlichen Beinamen den Namen der nahegelegenen Burg Montechiaro.

## Bauwerke

### Im Ort
Die wesentlichen Sehenswürdigkeiten im Ort wurden im Auftrag der Fürsten von Lampedusa erbaut. Die Hauptkirche Santa Maria del Rosario, auch Chiesa Madre genannt, wurde 1666 im Stil des sizilianischen Barocks errichtet. Auch das Benediktinerkloster Maria del Rosario und der Palazzo Ducale stammen aus dem 17. Jahrhundert.

### In der Umgebung
Das Castello Montechiaro liegt etwa zwei Kilometer südöstlich der Stadt auf einer Anhöhe und wurde im 14. Jahrhundert von der Familie Chiaramonte zum Schutz gegen Piraten erbaut. Im Ortsteil Marina di Palma, fünf Kilometer südlich der Stadt am Badestrand der Palmesi, steht der Torre di San Carlo, ein Wachtturm aus dem 17. Jahrhundert. In der Zubia-Grotte wurden Fundstücke aus vorgeschichtlicher Zeit entdeckt.
Auf dem Monte Grande, rund sechs Kilometer westlich der Stadt, wurden an verschiedenen Stellen Reste einer Siedlung aus der frühen sizilischen Bronzezeit ausgegraben. Die Funde sind der Castelluccio-Kultur zuzuordnen; es fanden sich aber auch Gefäßfragmente aus dem östlichen Mittelmeerraum, vor allem mittelhelladische und frühe späthelladische Keramik aus Griechenland, die weitreichenden Handel bezeugen.

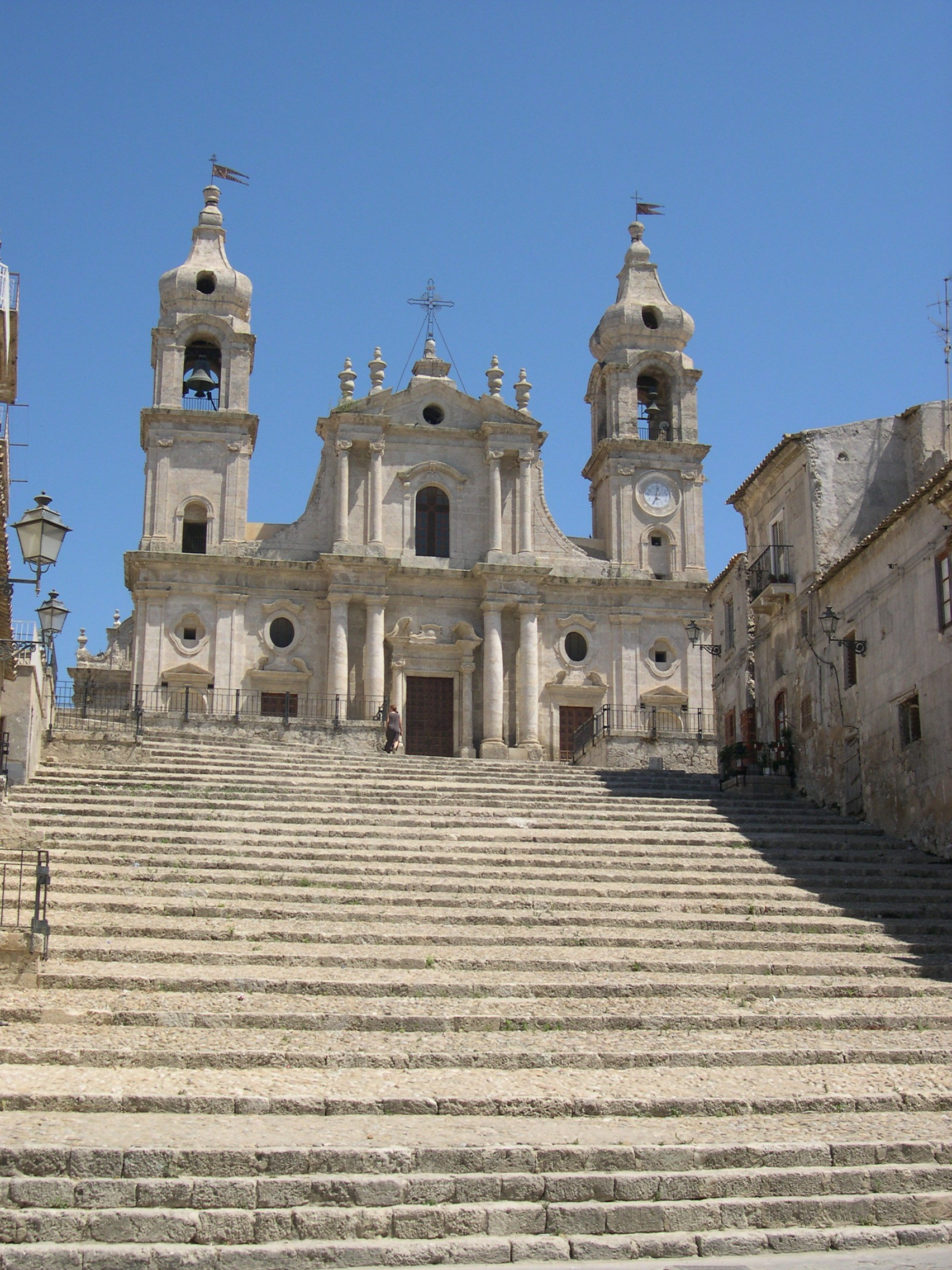
Chiesa  Madre
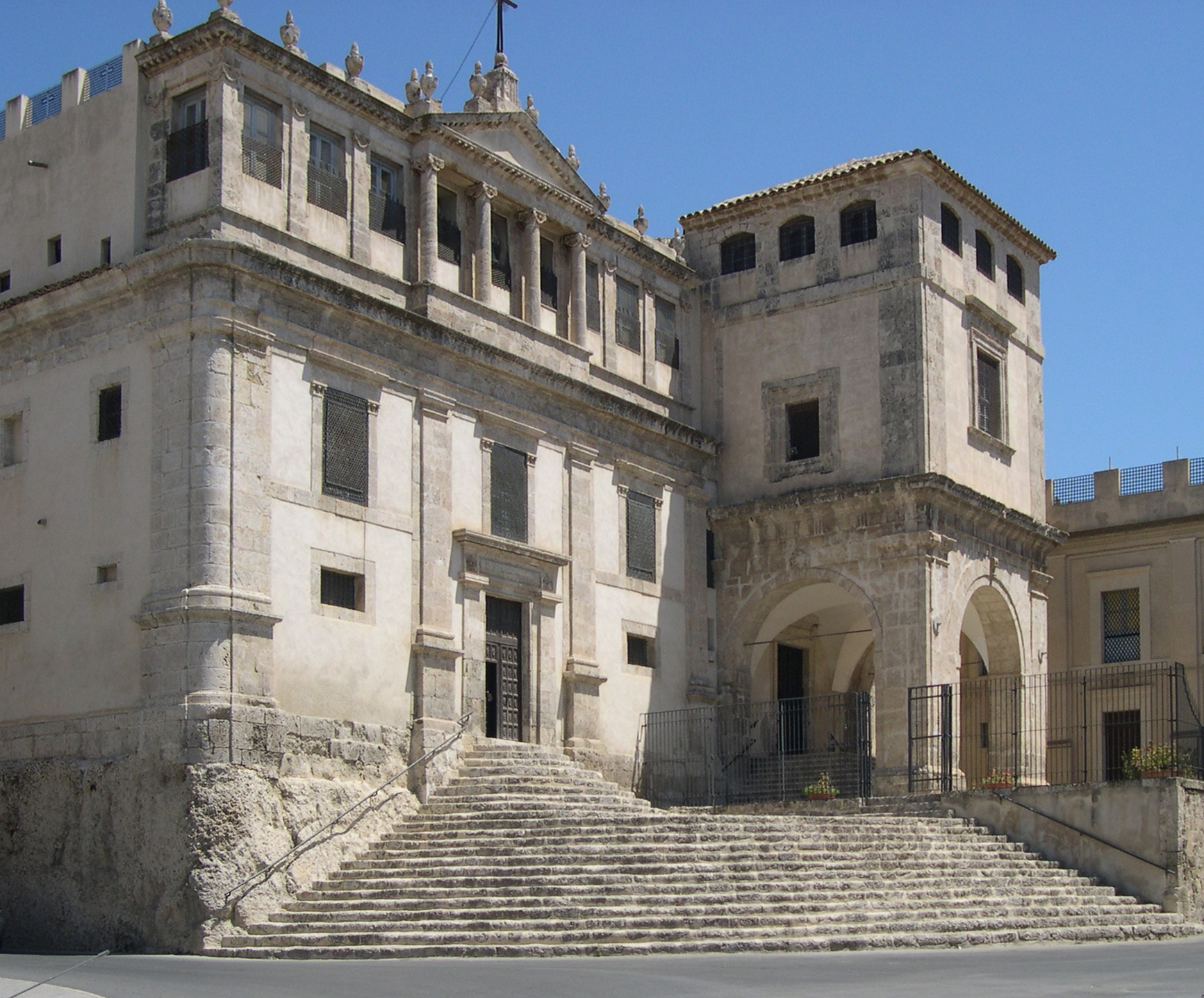
Kloster Santa Maria del Rosario
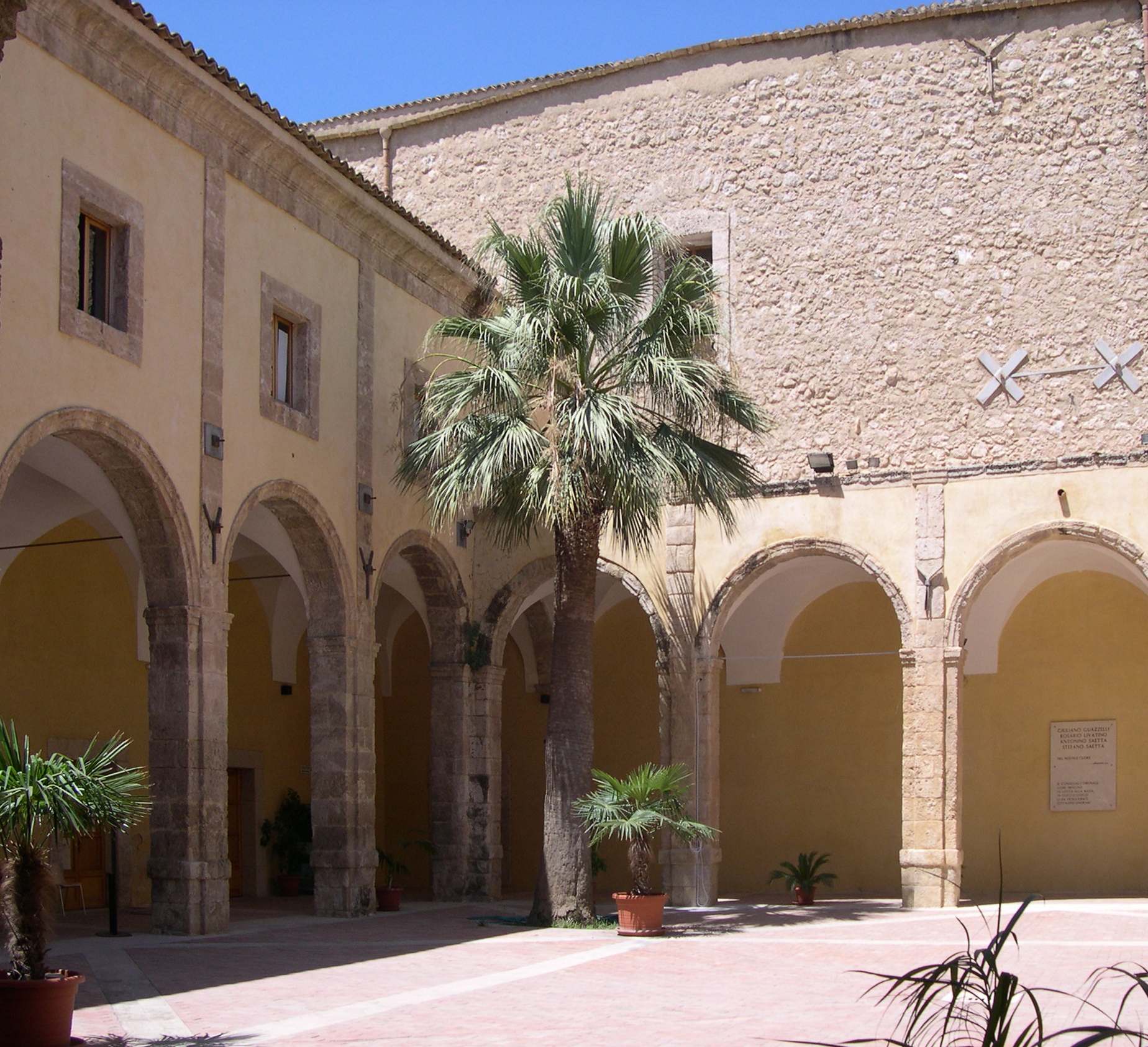
Innenhof des Palazzos
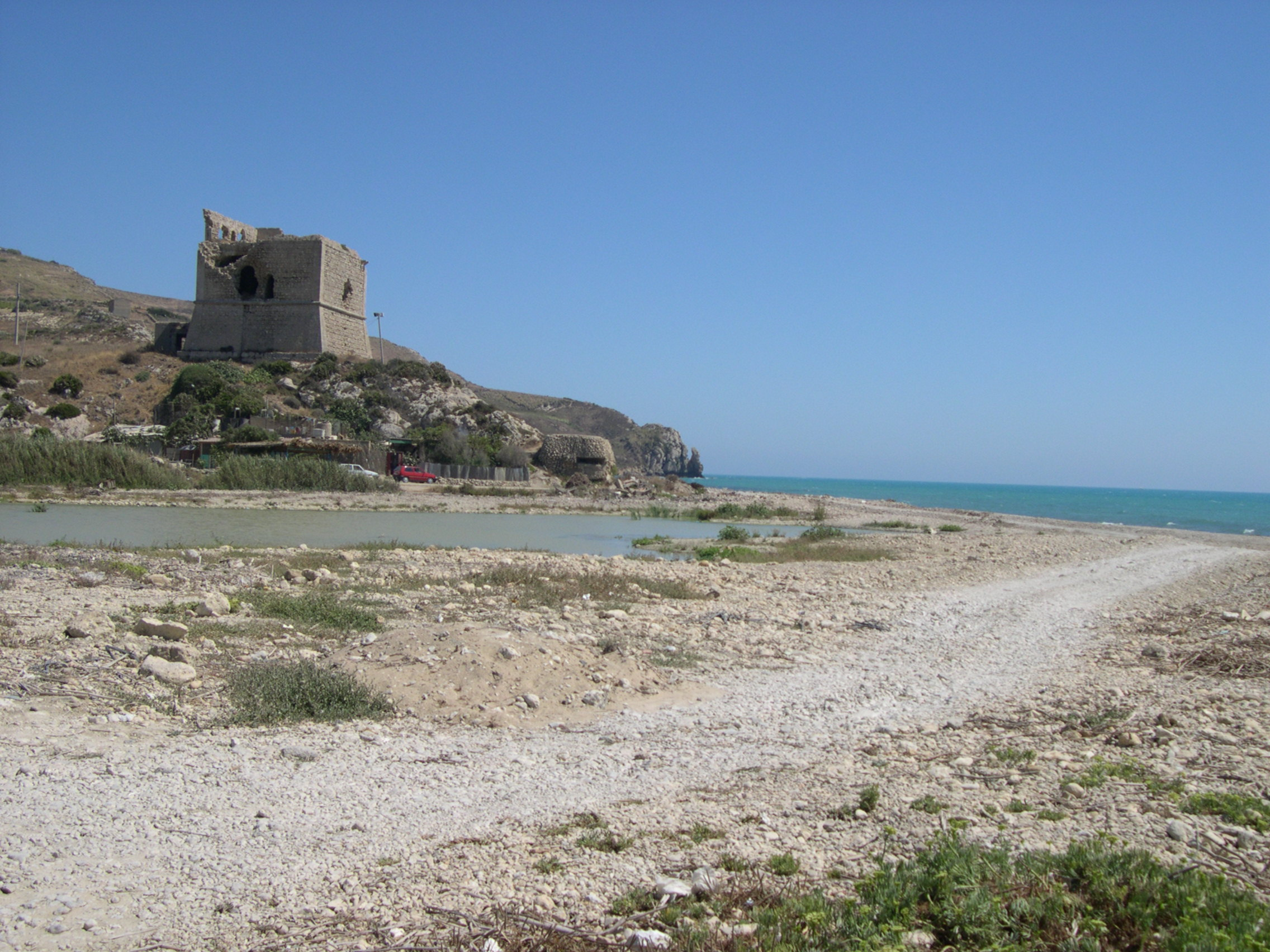
Torre di San Carlo

## Weiteres
Giuseppe Tomasi di Lampedusa, einer der Nachfahren des Stadtgründers Carlo Tomasi di Lampedusa, beschrieb Palma di Montechiaro und seine Umgebung in seinem Roman Il Gattopardo. Mehrere Szenen des gleichnamigen Films (deutscher Titel: Der Leopard) unter der Regie von Luchino Visconti wurden hier gedreht.
Zur Vorfahrin von Giuseppe Tomasi di Lampedusa zählt die Nonne Maria Crocifissa della Concezione, die im Jahr 1676 angeblich einen verschlüsselten Brief vom Teufel diktiert bekam.